# サルザーナ
サルザーナ（伊: Sarzana, AFI: [sarˈʣana]）は、イタリア共和国リグーリア州ラ・スペツィア県にある都市であり、その周辺地域を含む人口約2万2000人の基礎自治体（コムーネ）。県都ラ・スペツィアに次ぎ、県内第2位の人口を有するコムーネである。カナ転記としては「サルツァーナ」が現地音に近い。

## 地理

### 位置・広がり
ラ・スペツィア県南東部に所在する。

#### 隣接コムーネ
隣接するコムーネは以下の通り。括弧内のMSはマッサ＝カッラーラ県所属を示す。
- アメーリア
- アルコラ
- アウッラ (MS)
- カッラーラ (MS)
- カステルヌオーヴォ・マグラ
- フォズディノーヴォ (MS)
- レーリチ
- ルーニ
- サント・ステーファノ・ディ・マグラ
- ヴェッツァーノ・リーグレ

### 地震分類

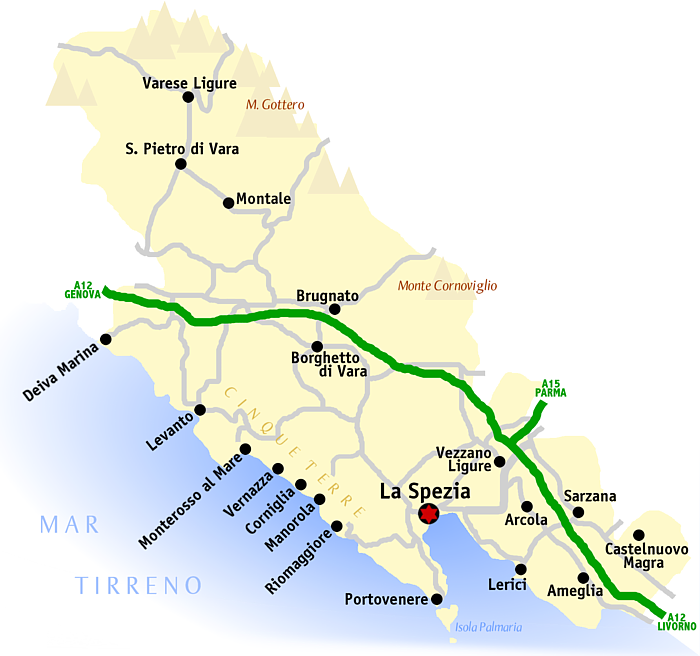
ラ・スペツィア県

イタリアの地震リスク階級 (it) では、2 に分類される
。

## 行政

### 分離集落
サルザーナには、以下の分離集落（フラツィオーネ）がある。
- Falcinello, Marinella, San Lazzaro

## 姉妹都市
- ヴィルフランシュ＝ド＝ルエルグ、フランス
- エゲル、ハンガリー